# Adîgheia
Adîgheia sau Republica Adîgheia (Adîgă) (în limbile rusă: Респу́блика Адыге́я, adîgă; Адыгэ Республик) este un subiect federal al Rusiei (o republică), o enclavă în Kraina Krasnodar. Orașul Maikop este capitală.

## Geografia
Adîgheia este situată la poalele Munților Caucaz, cu câmpii în nord și munți în sud. Pădurile acoperă aproape 40% din teritoriul republicii.
- ”Suprafața”: 7.600 km²
- ”Frontiere”: Adîgheia este complet înconjurată de Kraina Krasnodar.
- ”Cel mai înalt punct”: Muntele Ciunguș (3.238 m)

### Ora locală
Adîgheia se află pe fusul orar al Moscovei (MSK/MSD). Diferența față de UTC este de +0300 (MSK)/+0400 (MSD).

### Râurile
Râul Kuban (870 km) este unul dintre cele mai mari râuri din regiunea Caucazului, fiind navigabil. Acest râu formează granița nordică a Adâgeiei și Krainei Krasnodar. Alte râuri ale republicii sunt:
- Belaia
- Ciohrak
- Dah
- Fars
- Hodz
- Kișa
- Bolșaia Laba (râu care formează granița estică a Adîgheiei)
- Psekups
- Pșiș
- Sahrai

### Lacurile
În republică nu există lacuri naturale de mari dimensiuni. Există în schimb mai multe lacuri de acumolare:
- Lacul de acumulare Krasnodarskoe
- Oktiabrskoe
- Șapsugskoe

### Munții
Cei mai importanți munți ai republicii au înălțimi între 2.000 și 3.238 m.
- Munții Ciuguș (3.238 m)
- Munții Fișt
- Munții Oșten
- Munții Pseașho
- Munții Șepsi

### Resursele naturale
Republica are importante reserve de petrol și gaze naturale. Se găsesc și zăcăminte de aur, argint, wolfram, fier și altele.

### Clima
- Temperatuta medie în ianuarie: -2 °C
- Temperatuta medie în iulie: +22 °C
- Cantitatea medie de precipitații: 700 mm

## Istoria

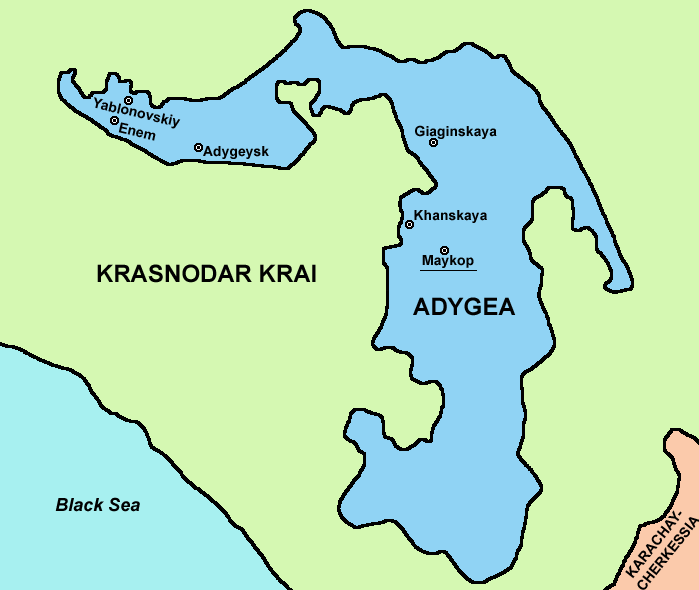
Harta Adîgheiei

Poporul adîg este unul dintre popoarele vechi ale nord-vestului Caucazului, cunoscuți încă din secolul al XIII-lea și cu numele de circassieni. Regiunea Autonomă (Adâgă) Cercheză a fost proclamată în cadrul RSFS Ruse pe 27 iulie 1922, pe teritoriul Regiunii Kuban-Marea Negră. În acea perioadă, Krasnodarul era centrul administrativ. A fost redenumit Regiunea (oblastul) Autonomă Adîgă (Cercheză) pe 24 august 1922.
Pe 24 octombrie 1924, teritoriul adîg a devenit parte a noii Kraina Caucazul de Nord, iar în iulie 1928 a fost redenumit Regiunea Autonomă Adîgă. Pe 10 ianuarie 1934, regiunea autonomă a devenit parte a unei noi kraine – Azov-Marea Neagră, desprinsă din cea Caucaziană. Maikop a devenit capitala regiunii în 1936. pe 13 septembrie 1937, regiunea a devenit parte a Krainei Krasnodar.
Pe 3 iulie 1991, regiunea a fost ridicată la rangul de republică autonomă în cadrul Federației Rusă. Din 2002, președinte al republicii este Hazret Sovmen. Atât președintele cât și elita politică a republicii sunt de naționalitate adîgă, ceea ce a dus la apariția așa-numitei "Uniuni a Slavilor", care militează pentru drepturile rușilor, care ar fi discriminați în republică. Uniunea Slavilor militează pentru unirea republicii cu Kraina Krasnodar, dar sunt lipsiți de sprijinul din partea Kremlinului.

## Politica
Șeful statului este președintele ales prin vot universal, pentru un mandate de cinci ani. Una dintre condițiile impuse candidaților la cea mai înaltă funcție în republică este foarte buna cunoaștere a "adîghabze" (limba adîgă).
Pe 13 ianuarie 2002, în funcția supremă a statului adîg a fost ales Hazret Medjidovici Sovmen, care i-a succedat primului președinte, Aslan Djarimov. Organul legislative supreme este Hase – Consiliul de Stat, ai cărui deputați, 27 la număr, sunt aleși prin vot universal pentru un mandate de cinci ani.
Primul minstru al Adîgheiei este numit de președinte și este confirmat de Consiliul de Stat. Din 2006, premier al Adîgheiei este Asfar Pșikanovici Hagur. Republica trimite trei reprezentanți în parlamentul Federației Ruse: unul în Duma și alți doi în Consiliul Federal.

## Populația
- Populația: 447.109 (2002)
  - Urbană: 234.900 (52,5%)
  - Rurală: 212.209 (47,5%)
  - Bărbați: 208.019 (46,5%)
  - Femei: 239.090 (53,5%)
- Femei la 1000 de bărbați: 1.149
- Vârsta medie: 37 ani
  - Urban: 36.6 ani
  - Rural: 37.4 ani
  - Bărbați: 34 ani
  - Femei: 39.6 ani
- Numărul de gospodării: 151.597 (cu 440.449 locuitori)
  - Urban: 82.949 (cu 230.286 locuitori)
  - Rural: 68.648 (cu 210.163 locuitori)
- Statistica demografică (2005)
  - Nașteri: 4.550 (rata nașterilor 10,3)
  - Decese: 6.726 (rata deceselor 15,2)
- Grupuri etnice

În conformitate cu rezultatele recensământului din 2002, rușiii formează 64,5% din totalul populației republicii, în timp ce adîghii numai 24,2%. Alte naționalități prezente în republică sunt: armeniii, ucrainenii, kurzii, tătarii și alții.
| Recensământul din | 1926           | 1939            | 1959            | 1970            | 1979            | 1989            | 2002            |
| ----------------- | -------------- | --------------- | --------------- | --------------- | --------------- | --------------- | --------------- |
| Adîghe            | 50.821 (44,8%) | 55.048 (22,8%)  | 65.908 (23,2%)  | 81.478 (21,1%)  | 86.388 (21,4%)  | 95.439 (22,1%)  | 108.115 (24,2%) |
| Ruși              | 29.102 (25,6%) | 171.960 (71,1%) | 200.492 (70,4%) | 276.537 (71,7%) | 285.626 (70,6%) | 293.640 (68,0%) | 288.280 (64,5%) |
| Armeni            | 738 (0,7%)     | 2.348 (1,0%)    | 3.013 (1,1%)    | 5.217 (1,4%)    | 6.359 (1,6%)    | 10.460 (2,4%)   | 15.268 (3,4%)   |
| Ucrainieni        | 26.405 (23,3%) | 6.130 (2,5%)    | 7.988 (2,8%)    | 11.214 (2,9%)   | 12.078 (3,0%)   | 13.755 (3,2%)   | 9.091 (2,0%)    |
| Alții             | 6.415 (5,7%)   | 6.313 (2,6%)    | 7.289 (2,6%)    | 11.198 (2,9%)   | 13.939 (3,4%)   | 18.752 (4,3%)   | 26.355 (5,9%)   |

## Economia
Republica este una dintre cele mai sărace zone ale Rusiei, în ciuda numeroaselor păduri și  pământuri cultivabile de foarte bună calitate. În regiune se cultivă cereale, floarea soarelui, ceai, tutun și altele. În sectorul zootehnic se practică în special creșterea porcilor și oilor.
În republică funcționează întreprinderi industriale pentru prelucrarea lemnului, a metalelor, pentru producerea celulozei și hârtiei sau mașinilor unelte.

### Transporturile
Orașul Maikop este deservit de un mic aeroport pentru liniile aeriene interne. Mai multe căi ferate regionale traversează teritoriul republicii.

## Cultură
Adâghabze (limba adîgă) este o limbă a grupului de limbi nord-caucaziene și are, alături de limba rusă, statut de limbă oficială în republică.
În Adîgheia funcționează 23 de muzee de stat. Cel mai important dintre acestea este Muzeul Național al Republicii din Maikop.

## Învățământul
În Republica Adâgă funcționează două institute de învățământ superior (Universitatea de Stat Adîgă și Institutul Tehnologic de Stat din Maikop) și un număr de alte școli cu predarea în limbile rusă și adâgă.